# Национальная демократическая партия Суринама
Национальная демократическая партия Суринама (НДП) (нидерл. Nationale Democratische Partij) — политическая партия в Суринаме. Лидер партии Дези Баутерсе. Самая большая по количеству членов партия Суринама. Основным электоратом партии являются креолы.

## История
Национальная демократическая партия Суринама была основана авторитарным лидером страны Дези Баутерсе 4 июля 1987 года. Однако в конце того же года на первых выборах после перехода Суринама к гражданскому правлению она получила только 3 места в Национальном собрании из 51, в то время как оппозиция — 40.
На выборах 2000 года коалиция Millennium Combinatie, в которую входила НДП, набрала 15% голосов и получила 10 мест в Национальной ассамблее Суринама. В 2010 году «Мегакомбинация» (коалиция политических сил, в которой ключевую роль играла Национальная демократическая партия и также входили левый Прогрессивный рабоче-крестьянский союз, Партия национального единства и солидарности, партия «Новый Суринам») набрала 40,22 % голосов избирателей, что позволило коалиции избрать президентом лидера НДП Дези Баутерсе.
В 2015 году на всеобщих выборах в Национальную Ассамблею НДП набрала 45,56 % и получила 26 из 51 мест в Национальной ассамблее Суринама, одержав верх над альянсом В7, состоящим из 7 партий.